# North Platte
Il North Platte è un fiume degli Stati Uniti dalla cui confluenza con il fiume South Platte ha origine il fiume Platte, affluente occidentale del Missouri.

## Descrizione
Il fiume ha origine nelle Montagne Rocciose, nell'area centro-settentrionale dello Stato del Colorado. Scorrendo verso nord entra nel territorio del Wyoming e prosegue verso settentrione fiancheggiato ad ovest dalla catena delle Medicine Bow Mountains. Proseguendo verso nord riceve da oriente il fiume Medicine Bow e alimenta i laghi artificiali Seminoe, Pathfinder e Alcova. Raggiunta la città di Casper scorre verso oriente nell'area centrale del Wyoming. Scorre poi verso sud-est alimentando i laghi artificiali di Glendo e Guernesey. Riceve da destra il fiume Laramie e prosegue verso sud-est entrando nel territorio del Nebraska. Alimenta il lago C. W. MacConaughy, il maggiore dello Stato, e scorre per un tratto parallelo al fiume South Platte verso oriente finché i due fiumi si congiungono, nei pressi della città di North Platte, dando vita al fiume Platte.

## Storia
Sebbene il fiume non sia navigabile ha rivestito un ruolo fondamentale per l'espansione degli europei verso occidente. Dapprima i francesi lo risalirono per il commercio di pellicce poi nel corso dell'Ottocento fu costeggiato dalle carovane di pionieri diretti verso ovest. La ferrovia Union Pacific Railroad fu costruita parallela al corso del fiume e nel Novecento lungo lo stesso percorso fu costruita l'autostrada Interstate 80.